# Landú
Landú Mavanga là một cầu thủ bóng đá người Angola thi đấu ở vị trí thủ môn cho Inter Launda.